# Euphyllia fimbriata
Espèce
Statut CITES
Euphyllia fimbriata est une espèce de coraux appartenant à la famille des Euphylliidae.